# Криничне (Маріупольський район)
Криничне (до 18 лютого 2016 року — Октя́брське) — село Нікольської селищної громади Маріупольського району Донецької області України. Відстань до центру громади становить близько 11 км і проходить автошляхом Т 0523.
Село було перейменовано постановою Верховної Ради від 4 лютого 2016 року на село Криничне.

## Географія
Селом тече річка Безіменна.

## Населення
За даними перепису 2001 року населення села становило 269 осіб, із них 81,78 % зазначили рідною мову українську та 17,84 %— російську.